# Mihaela Ene
Mihaela Ene (n. 15 aprilie 1965) este un om de afaceri din România, implicată în controversata companie BKP Trading Impex (fostă VGB Invest).
Este sora fostului parlamentar PDSR Gabriel Bivolaru, arestat pentru fraudarea BRD.
De asemenea, este și sora după tată lui Gregorian Bivolaru, liderul spiritual al MISA.
Mihaela Ene a fost asociată sau a administrat nu mai puțin de 7 firme alături de Gabriel Bivolaru și Mona de Freitas: Avant Garde Travel, Best Turism & Trading, Simplon One, Benefic Financial Services, Atlas Turism & Trading, Atlas Exchange Office și Ares Trading.
Mihaela Ene este și unul dintre acționarii principali ai firmei VGB Invest, care a înființat firma Balkan Petroleum în Anglia.
Numele Mihaelei Ene a mai apărut în contextul uneia dintre cele mai mari tentative de evaziune fiscală săvârșită în 2003, în România.
Ministerul Finanțelor a anunțat că „SC Indagra Prod SRL” Țăndărei a încercat, printr-o complicată schemă de vânzare de rulmenți și schimbătoare de căldură, să fraudeze statul cu 160,9 miliarde de lei".
Pentru ingineria financiară s-au realizat facturi de vânzare-cumpărare false, prin care s-a încercat încasarea TVA-ului de la stat pentru achiziția unor bunuri fictive.